# Cadurca moco
Cadurca moco är en fjärilsart som beskrevs av Collenette 1936. Cadurca moco ingår i släktet Cadurca och familjen tofsspinnare. Inga underarter finns listade i Catalogue of Life.